# Portugalska vaterpolska reprezentacija
Portugalska vaterpolska reprezentacija predstavlja državu Portugal u športu vaterpolu.

## Nastupi na velikim natjecanjima

### Olimpijske igre
- 1952.: prvi krug